# Nuevo Mexiquito
Nuevo Mexiquito är en ort i Mexiko.   Den ligger i kommunen San Francisco del Rincón och delstaten Guanajuato, i den centrala delen av landet, 300 km nordväst om huvudstaden Mexico City. Nuevo Mexiquito ligger 1 840 meter över havet och antalet invånare är 218.
Terrängen runt Nuevo Mexiquito är huvudsakligen en högslätt. Nuevo Mexiquito ligger uppe på en höjd. Runt Nuevo Mexiquito är det tätbefolkat, med 308 invånare per kvadratkilometer. Närmaste större samhälle är San Francisco del Rincón, 13,8 km nordväst om Nuevo Mexiquito. I omgivningarna runt Nuevo Mexiquito växer huvudsakligen savannskog.